# Mount Franklin
Mount Franklin is met 1.524 meter hoogte onderdeel van het Presidential Range gebergte in New Hampshire.  De berg is vernoemd naar Benjamin Franklin. 